# Петров, Тимофей Игоревич
Тимофе́й И́горевич Петро́в (род. 28 августа 1988) — российский легкоатлет, специалист по бегу на средние дистанции. Выступал на профессиональном уровне в 2007—2019 годах, многократный чемпион России по эстафетному бегу, действующий рекордсмен России в эстафете 4 × 1500 метров. Представлял Санкт-Петербург. Мастер спорта России.

## Биография
Тимофей Петров родился 25 августа 1988 года. Занимался лёгкой атлетикой в Санкт-Петербурге. Окончил Санкт-Петербургский государственный лесотехнический университет (2012).
Впервые заявил о себе на всероссийском уровне в сезоне 2007 года, когда в беге на 800 метров выиграл бронзовую медаль на юниорском чемпионате России в Сочи и выступил на взрослом чемпионате России в Туле.
В 2009 году на чемпионате России по эстафетному бегу в Сочи с командой Санкт-Петербурга стал бронзовым призёром в эстафете 4 × 800 метров и серебряным призёром в эстафете 4 × 1500 метров.
В 2010 году на эстафетном чемпионате России в Сочи вновь получил серебро в эстафете 4 × 1500 метров.
На чемпионате России по эстафетному бегу 2011 года в Сочи в эстафетах 4 × 800 и 4 × 1500 метров завоевал серебряную и бронзовую медали соответственно.
В 2012 году на эстафетном чемпионате России в Адлере одержал победу в эстафетах 4 × 800 и 4 × 1500 метров.
В 2013 году выиграл эстафету 4 × 800 метров на зимнем чемпионате России в Москве, в дисциплине 1500 метров закрыл десятку сильнейших на летнем чемпионате России в Москве. На эстафетном чемпионате России в Адлере так же победил в эстафете 4 × 800 метров.
В 2014 году на командном чемпионате России в Сочи установил личные рекорды на дистанциях 800 и 1500 метров — 1:48.98 и 3:39.95. На чемпионате России в Казани финишировал четвёртым в финале 1500-метровой дисциплины. На чемпионате России по эстафетному бегу в Адлере занял второе место в эстафете 4 × 800 метров и одержал победу в эстафете 4 × 1500 метров.
На эстафетном чемпионате России 2015 года в Адлере стал бронзовым призёром в эстафете 4 × 1500 метров.
В 2016 году в беге на 1500 метров выиграл серебряную медаль на зимнем чемпионате России в Москве, показал шестой результат на Мемориале братьев Знаменских в Жуковском, 11-й результат на летнем чемпионате России в Чебоксарах. На эстафетном чемпионате России в Адлере вместе с партнёрами по санкт-петербургской команде Александром Сторожевым, Павлом Хворостухиным и Алексеем Харитоновым установил ныне действующий рекорд России в эстафете 4 × 1500 метров — 15.12,51.
В 2017 году был девятым на Кубке России в Ерино и на Мемориале Знаменских в Жуковском, выиграл эстафеты 4 × 800 и 4 × 1500 метров на чемпионате России по эстафетному бегу в Адлере.
В 2018 году среди прочего отметился победой в эстафете 4 × 1500 метров на эстафетном чемпионате России в Адлере.
Завершил спортивную карьеру по окончании сезона 2019 года.
Впоследствии работал педагогом в Центре детского (юношеского) технического творчества Красногвардейского района Санкт-Петербурга «ОХТА».